# Der Pfadfinder (1987)
Der Pfadfinder  (Originaltitel: Следопыт, Sledopyt) ist die 1987 entstandene russische Verfilmung des gleichnamigen Romans von James Fenimore Cooper. Im deutschen Sprachraum erhielt der Film am 6. April 1989 im DFF seine Erstaufführung.

## Handlung
Mabel Duncan, die 16-jährige Tochter eines britischen Sergeanten, reist 1758 zu ihrem Vater in ein Fort am Ufer des Lake Ontario. Der von den Franzosen angeheuerte Scout Sangli sorgt für abenteuerliche Gefahren, da er gegen die Engländer intrigiert; dann wird sie vom Stamm der Seneca entführt, die dadurch die im Fort stationierte Garnison beschäftigen möchten. Ein junger Jäger, Nat Bumppo, der Pfadfinder genannt wird, stellt sich ihnen entgegen und auf die Seite Mabels.